# Ralf Röger

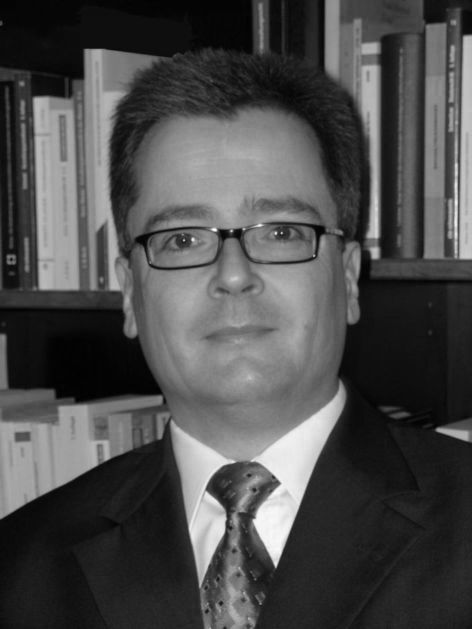
Ralf Röger

Ralf Röger (* 21. September 1964 in Bergisch Gladbach) ist ein deutscher Rechtswissenschaftler.

## Leben
Ralf Röger studierte von 1984 bis 1988 Rechtswissenschaften an der Universität Trier und der Universität zu Köln; im Jahre 1992 folgte ein Ergänzungsstudium der Verwaltungswissenschaften an der Deutschen Hochschule der Verwaltungswissenschaften Speyer. Nach erster (1989) und zweiter juristischer Staatsprüfung (1992) wurde er im Jahre 1994 mit einer Arbeit zu strafprozessualen Beweisverwertungsverboten zum in  Köln Dr.iur. promoviert. Im Jahre 2000 habilitierte er sich an der Universität zu Köln mit der Schrift „Verfassungsrechtliche Probleme der medizinischen Einflussnahme auf das ungeborene menschliche Leben im Lichte des technischen Fortschritts“ und erhielt die venia legendi für Staats- und Verwaltungsrecht, Deutsches und Europäisches Umweltrecht.
Nach Lehrstuhlvertretungen an den Universitäten Halle, Düsseldorf und Köln berief ihn der Bundesminister des Innern im Jahre 2004 zum Professor für Rechtswissenschaften an der Hochschule des Bundes für öffentliche Verwaltung, Fachbereich Bundespolizei, in Lübeck. An der Universität zu Köln hält Röger ebenfalls Vorlesungen ab.

## Wirken
Röger ist im gesamten Bereich des Staats- und Verwaltungsrechtes inklusive des Europarechtes tätig; einzelne Schwerpunkte waren dabei in den letzten Jahren:
- das Umwelt- und Technikrecht
- das Medizinverfassungsrecht
- das Polizei- und Versammlungsrecht
- das Beamten- und Disziplinarrecht
- das Sportrecht
- und das Kammerrecht.

Im Umweltrecht gehörte Rögers 1995 erschienener Kommentar zum Umweltinformationsgesetz zu den ersten wissenschaftlichen Werken, die sich mit den für Deutschland völlig neuen Regelungen der europäischen Umweltinformationsrichtlinie und ihrer Umsetzung in das nationale Recht befassten. Im Medizinverfassungsrecht hat sich Röger intensiv mit Rechtsfragen des Embryonenschutzes und der Reproduktionsmedizin befasst. In diesem Zusammenhang wurde er im Jahre 2001 als Sachverständiger vor der Enquete-Kommission „Recht und Ethik der modernen Medizin“ des Deutschen Bundestages in Berlin angehört; in den Jahren 2001 und 2002 war er Mitglied der von der Bundesministerin der Justiz Herta Däubler-Gmelin geleiteten Gesprächsrunde „Verfassungsrechtliche Fragen im Zusammenhang mit PID und der Forschung an menschlichen Embryonen“. Im Polizei- und Versammlungsrecht befasst sich Röger unter anderem mit der polizeilichen Videoüberwachung öffentlicher Räume sowie mit den rechtlichen Problemen neonazistischer Aufmärsche. Seit dem Jahre 2008 befasst sich Röger verstärkt mit dem Beamten- und Disziplinarrecht; und seit 2010 ist er auch im Bereich des Sportrechts tätig und widmet sich rechtlichen Fragestellungen des Dopings im Leistungssport. 2015 erschien seine Monographie „Rechtsfragen der Aufwandsentschädigung für ehrenamtliche Tätigkeiten in Kammern“, die auf ein im Auftrag der Rechnungsprüfungsstelle für die Industrie- und Handelskammern erstattetes Gutachten zurückgeht und sich der Frage widmet, welche Grenzen der Aufwandsentschädigung für Organwalter insbesondere in Industrie- und Handelskammern gesetzt sind.
Röger ist Mitglied der Vereinigung der Deutschen Staatsrechtslehrer.

## Ausgewählte Schriften
- Umweltinformationsgesetz – Kommentar zum Umweltinformationsgesetz des Bundes, Carl Heymanns Verlag 1995.
- Die Religionsfreiheit des Richters im Konflikt mit der staatlichen Neutralitätspflicht – Über die Unzulässigkeit des offensichtlichen Tragens religiöser Symbole oder religiös bedingter Bekleidung bei Ausübung des Richteramtes; Deutsche Richterzeitung 1995, S. 471–479.
- Mitkommentator in Klaus Stern (Hrsg.), Postrecht der Bundesrepublik Deutschland, Loseblatt 1998 ff., R. v. Decker´s Verlag (zusammen mit Joachim Burmeister).
- Verfassungsrechtliche Probleme medizinischer Einflußnahme auf das ungeborene menschliche Leben im Lichte des technischen Fortschritts, Habilitationsschrift Köln 2000.
- Rechtsfragen der Abfallentsorgung im Spannungsfeld zwischen Ökologie und Ökonomie; Carl Heymanns Verlag 2001 (Schriften zum deutschen und europäischen Umweltrecht, Band 27).
- Hausarbeitsfall: Die Videoüberwachung, Nordrhein-Westfälische Verwaltungsblätter 2001, S. 207–215 (Teil 1), S. 243–248 (Teil 2); zusammen mit Alexander Stephan.
- Hochrangigkeit, Alternativlosigkeit und ethische Vertretbarkeit der Forschung mit humanen embryonalen Stammzellen aus verfassungsrechtlicher Sicht; in: Ludger Honnefelder/Christian Streffer (Hrsg.), Jahrbuch für Wissenschaft und Ethik 2003, S. 313–333.
- Demonstrationsfreiheit für Neonazis? Analyse des Streits zwischen BVerfG und OVG NRW und Versuch einer Aktivierung des § 15 VersG als ehrenschützende Norm, Duncker & Humblot 2004 (Schriften zum Öffentlichen Recht Band 938).
- Die Regulierungsbehörde für Telekommunikation und Post als zukünftiger Energiemarktregulierer – Eine regulierungsrechtliche Bestandsaufnahme, Die Öffentliche Verwaltung 2004, S. 1025–1035.
- Neue Regulierungsansätze im Telekommunikationsrecht – eine erste Analyse des neuen Telekommunikationsgesetzes 2004, Deutsches Verwaltungsblatt 2005, S. 143–153.
- Umweltrechtliche Fragestellungen bei der Errichtung von Holzvergasungsanlagen, in: Reinhard Hendler/Peter Marburger/Michael Reinhardt/Meinhard Schröder (Hrsg.), Jahrbuch des Umwelt- und Technikrechts 2005, S. 361–381.
- Waffenrecht als politisches Rechtsgebiet – Versuch einer systemtheoretisch-verfassungsrechtlichen Begründung legislativer Beobachtungspflichten im Waffenrecht, in: Gade/Stoppa (Hrsg.), Waffenrecht im Wandel, S. 145 ff. Kohlhammer Verlag 2015.
- Rechtsfragen der Aufwandsentschädigung für ehrenamtliche Tätigkeiten in Kammern – Eine Untersuchung am Beispiel der Industrie- und Handelskammern, Schriften zum Kammer- und Berufsrecht Band 16, Nomos Verlag 2015.
- Das behördliche Disziplinarverfahren nach dem Bundesdisziplinargesetz, Lübecker Medien Verlag 2016 und 2. Aufl. 2000, KSV Medien 3. Aufl. 2025.